# 수르트

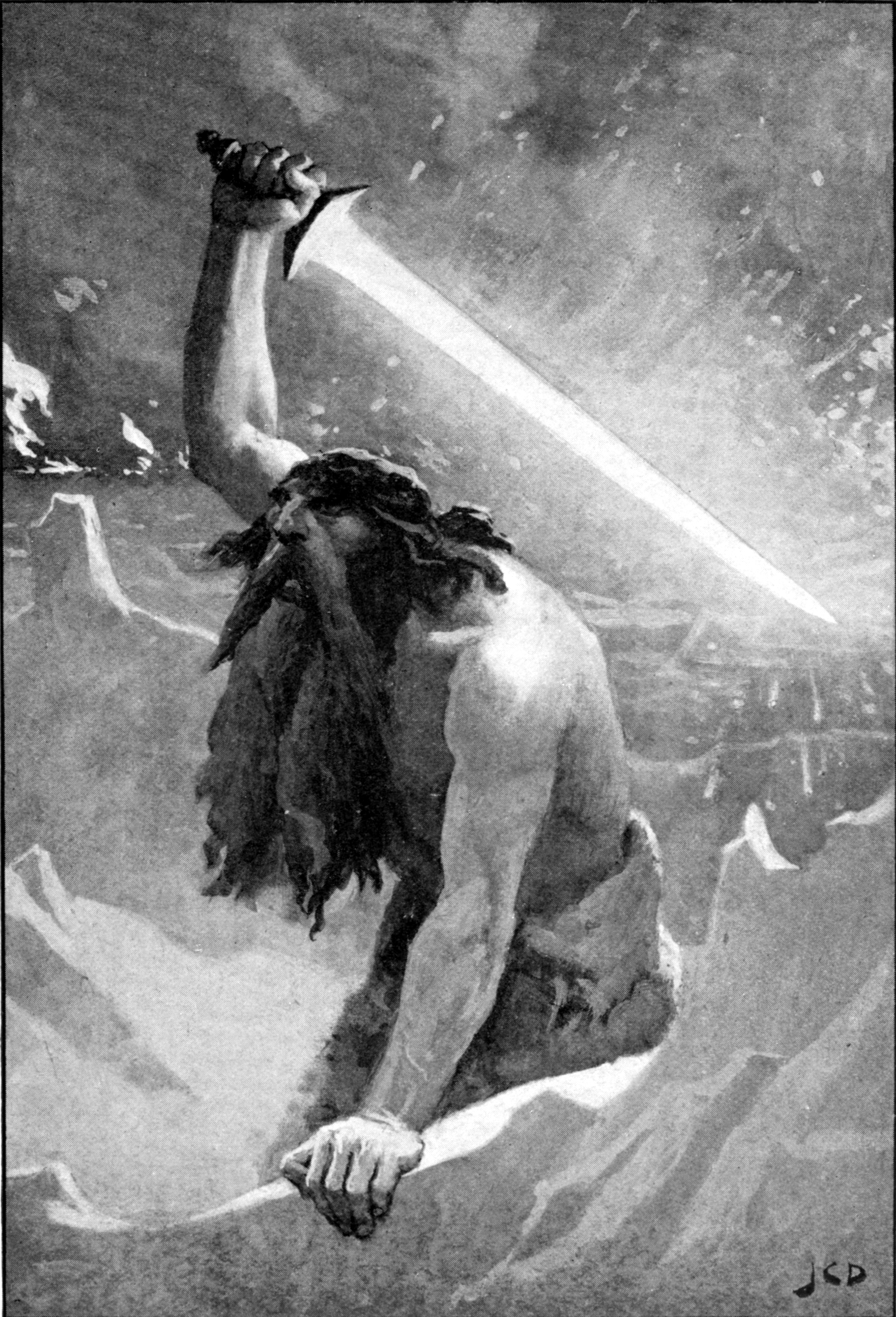
《불의 검을 든 거인》(1909년 그림)

수르트(고대 노르드어: Surtr→검은 또는 거무스름한 존재)는 노르드 신화에 등장하는 엘드요툰(불의 거인)이며 악한 거인이다. 수르트는 13세기 이전의 신화 서사시들의 모음인 《고 에다》와, 13세기의 저술가 스노리 스투를루손이 쓴 《신 에다》에 모두 등장한다. 두 문헌 모두 수르트가 라그나로크의 말세에서 중요한 역할을 할 것이라고 예언하고 있다. 그는 빛나는 검을 들고 에시르와의 싸움에 참여한다. 그는 프레이와 싸움을 벌여 승리하고, 최종적으로는 그의 불이 전 세계를 휩싸게 된다.
《신 에다》에는 수르트에 대한 추가적인 정보가 있는데, 여기서 그는 극열의 세계 무스펠스헤임의 입구를 지키고 있다고 한다. 그리고 그는 라그나로크가 도래하면 "무스펠의 아들들"을 이끌고 싸움에 참여하며, 프레이를 쓰러뜨린다. 수르트의 이름은 지명으로 사용된 바도 있으며, 수르트의 모습과 그 기원에 대한 학술적 이론들이 제기되고 있다.

## 출전

### 고 에다
수르트는 〈무녀의 예언〉에서  두차례 언급된다. 제52절에서 볼바는 오딘에게 라그나로크 때 수르트가 남쪽에서 번쩍거리는 검을 들고 불꽃과 함께 올라올 것이라고 말한다.

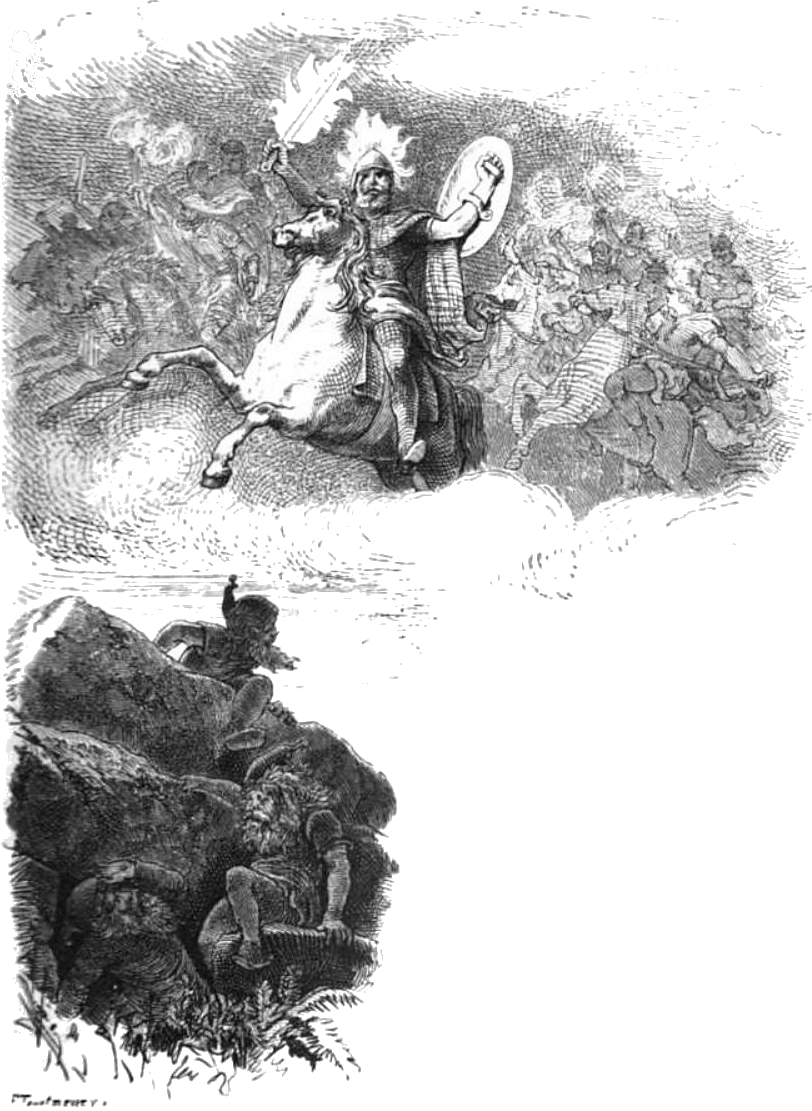
〈불타는 검을 든 수르트〉(1882년 그림).

| 고대 노르드어: Sutr ferr sunnan með sviga lævi: skinn af sverði sól valtiva. | 영어 중역: 수르트가 남쪽에서 오노라 나무가지를 해치는 것과 함께 죽고 죽이는 신들의 태양이 그의 검에서 번쩍인다. |

그러고 나서 볼바는 “층암절벽이 갈라지고”, “여자 트롤들이 길을 나선다.” 헬에서 나오는 길에 전사가 발을 디딘다. 그리고 하늘이 “갈라지리라.” 다음 제53절에서는 오딘이 펜리르에게 죽임을 당하고, 수르트는 “벨리를 죽인 자”(= 프레이)와 맞붙어 싸운다고 예언한다. 수르트와 프레이의 싸움이 어떻게 되는지에 대해서는 더 이상 언급이 없다. 그 다음 절에서 라그나로크에서 맞서 싸우는 숱한 신들과 그 적수들이 언급되고, 최종적으로 세계는 화염에 휩싸여 멸망한다. 그러나 비옥하고 생명이 넘치는 신세계가 바다 속에서 떠오르고, 죽지 않고 살아남은 신들이 재회하게 된다고 한다.
〈바프스루드니르가 말하기를〉에서, 현명한 요툰 바프스루드니르가 ‘가근라드’(Gagnráðr)라는 가명을 자칭하고 있는 오딘에게 “수르트와 앙증맞은 신들이 맞붙게 될 들판을 뭐라고 부르는가?”라고 묻는다. 오딘은 그 ‘운명의 들판’은 비그리드이며, 모든 방향으로 ‘1백 리그씩’(1 리그는 약 4천 미터) 뻗어있는 들판이라고 대답한다. 서사시의 후반부에서 이번에는 오딘이 바프스루드니르에게 “수르트의 불이 모든 것을 태운 뒤, 신들의 유물을 물려받게 될” 에시르가 누구냐고 묻는다. 바프스루드니르는 “수르트의 불이 꺼지면”, 토르의 아들 모디와 마그니가 토르의 망치 묠니르를 갖게 될 것이라고 한다.
〈파프니르가 말하기를〉에서, 영웅 시구르드는 치명상을 입은 드래곤 파프니르에게 수르트와 에시르가 “함께 칼을 섞게 될” 섬의 이름을 묻는다. 파프니르는 그 섬의 이름은 오스코프니르라고 대답한다. 모든 신들이 창칼을 들고 그리로 가게 될 것이며, 그 과정에서 비프로스트가 무너져내리고, 신들의 말들이 “거대한 강 속에서 버둥댈 것이다.”
〈푤스빈느르가 말하기를〉 제24절에 보면 최상의 상태의 필사본들에 “Surtur sinn mautu” 또는 “surtur sinn mantu”라는 구절이 있다. 마지막 두 단어는 ‘Sinmöru’ 로 교정되어 읽히기도 하는데, 이에 따르면 이 구절은 수르트가 신모루라는 이름의 여성 동반자를 가지고 있다는 식으로 해석된다. 리 홀랜더는 신마라를 수르트의 아내로 잠정적으로 비정하면서, 그녀의 소재는 ‘어딘가 알 수 없는 곳’이라고 한다.

### 신 에다

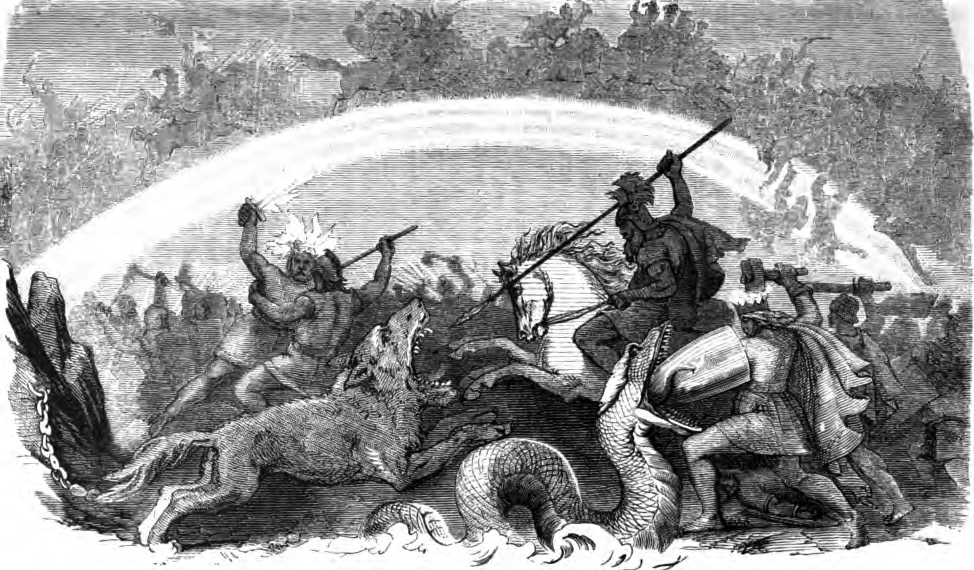
〈파멸할 운명의 신들의 싸움〉(1882년 프리드리히 빌헬름 하이네 그림.)

〈길피의 속임수〉 제4장에서, 옥좌에 앉은 ‘세 번째 분’이 강글레리(변장한 길피 왕)에게 무스펠의 위치에 대해 말해준다. 세 번째 분은 빛과 불꽃이 가득한 세계인 무스펠은 니플헤임보다 앞서 있으며, 무스펠 출신이 아닌 자는 무스펠을 지나갈 수 없다고 한다. 무스펠의 입구 부근에서는 수르트가 경계를 지키고 있다. 세 번째 푼은 수르트는 불꽃의 검을 가졌으며, “말세가 찾아오면 그가 와서 전쟁을 벌이고 모든 신들을 쓰러뜨린 뒤 전 세계를 불태울 것이다.”라고 말한다. 〈무녀의 예언〉에서 수르트가 남쪽에서 온다고 했던 절이 인용된다. 제18장에서 강글레리는 “수르트의 불이 하늘과 땅을 모두 태울 때” 아름다운 기믈레 저택을 지킬 수 있는 방도는 없냐고 물어본다.
〈길피의 속임수〉 제51장에서, ‘높으신 분’이 라그나로크를 묘사한다. 높으신 분이 말하길, “이 혼란의 도가니 가운데 하늘이 열리고 무스펠의 아들들이 쏟아져 들어올 것이다. 수르트가 말을 타고 앞장을 설 것이며, 그가 가는 곳에는 앞이나 뒤나 불이 타고 있을 것이다. 그의 칼날은 매우 날카롭고 태양보다도 밝은 빛을 발할 것이다.” 높으신 분은 무스펠의 아들들이 비프로스트 무지개다리를 건너면 무지개다리가 무너질 것이며, 비그리드 들판에서 싸움이 벌어질 것이라고 한다. 늑대 펜리르와 미드가르드뱀도 그 들판에 와 있을 것이다. 그리고 로키가 ‘헬의 모든 망자들’을 이끌고 와 있을 것이며, 흐륌을 비롯한 모든 서리 거인들도 와 있을 것이다. “하지만 무스펠의 아들들은 자기들끼리 따로 전투 진용을 짜는데, 그 진용이 매우 휘황할 것이다.” 높으신 분은 이 모든 마물의 무리들과 에시르 신족 사이에 격렬한 싸움이 벌어질 것이고, 이때 수르트와 프레이가 맞붙어 싸우나 “거친 싸움 끝에 프레이가 쓰러질 것이다.”라고 한다. 높으신 분은 프레이가 죽은 이유는 한때 그가 스키르니르에게 ‘명검’을 줘버렸기 때문이라고 말한다.
제51장의 높으신 분의 예언은 계속된다. 헤임달과 로키가 맞붙어 싸우다 서로를 죽이고 난 뒤, “수르트가 땅 위를 불로 채우고 전 세계를 불태울 것이다.” 높으신 분은 〈무녀의 예언〉에 나온 문장들을 인용하고, 멸망 이후의 재생의 과정과 풍요로운 신세계, 생존자들에 대한 이야기를 한다. 생존자 중에는 호드미미스 홀트에 숨어 ‘수르트의 불길’을 피한 리프와 리프트라시르라는 인간 한 쌍이 있다.
〈시어법〉 말미에서 “수르트의 불이란 불타는 트로이이다.”라는 에우헤메리즘적 해석이 덧붙어 있다. 〈시어법〉 제2장에서 스칼드 시인 에위빈드 스칼다스필리르의 시가 인용되어 있는데, 여기서 에위빈드는 ‘수르트’라는 이름을 거인을 가리키는 일반명사로 사용하고 있다. 제75장에서, 수르트는 ‘매우 강력한’ 거인들의 목록에 올라와 있다.

## 신화의 해석

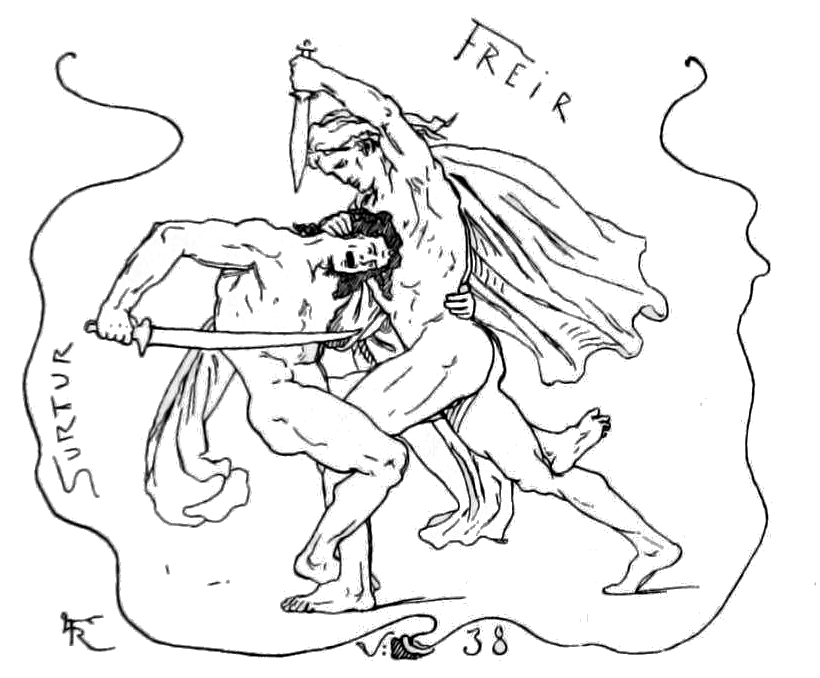
라그나로크 때 수르트와 프레이의 싸움. 로렌츠 프뢸리히의 1985년 그림.

베르타 필포츠는 수르트가 아이슬란드의 분출 활동에서 비롯된 존재이며, 그는 화산의 악마라고 생각했다.
루돌프 지메크는 “수르트의 개념은 의심할 여지 없이 오래된 것”이라면서, 수르트가 10세기 스칼드 시가들에 이미 언급되고 있으며, 아이슬란드 서쪽의 수르트셸리르라는 화산동굴이 9세기 필사본인 《식민의 서》에 기록되어 있다는 것을 그 증거로 들었다. 지메크는 노르드어 문헌들에서 요툰들이 대개 동쪽에 산다고 하지만 수르트만은 남쪽에서 온다고 기록되어 있는 것을 볼 때, 이것은 “분명히 불과 열에 관련되어 있는 것”이며, “아이슬란드에서 수르트는 지하의 불(화산)의 권능을 부리는 강력한 거인으로 생각되었을 것이 분명”하다고 한다. 그리고 지메크는 신들의 적대자라는 위치의 수르트가 아이슬란드에서 유래한 것은 아닐 것이라고 본다. 지메크는 엘드, 에임니르, 로기, 브란딩기 등 불이 의인화된 요툰은 수르트 외에도 많다는 점을 거론한다.
앤디 오차드(Andy Orchard)는 〈길피의 속임수〉에서 나타나는 수르트의 묘사가 “아담과 이브가 낙원에서 쫓겨난 뒤 에덴동산을 지키고 있는, 불꽃 검을 든 천사에 대한 성경적이고 교부적인 개념”이 혼합된 것이 아닌가 하는 학설을 제기한다. 존 린도우(John Lindow)는 ‘수르트’라는 이름이 수르트의 숯처럼 시커먼 외모를 반영한 것일 수 있다고 말한다.

## 지명과 대중문화
전술했다시피 《식민의 서》에도 언급되는 아이슬란드 서부의 화산동굴 수르트셸리르는 수르트의 이름이 붙은 것이다. 1963년 아이슬란드 베스트만나에이야르 제도에서 생성된 화산섬도 수르트의 이름을 따 쉬르트세이섬(Surtsey)라는 이름이 붙었다. 〈길피의 속임수〉에서 묘사된 무스펠의 경계를 지키는 수르트의 모습을 존 찰스 돌맨이 그린 것이 본 문서 가장 위에 첨부된 〈불의 검을 든 거인〉이라는 그림이다. 토성의 위성인 수르트와 목성의 위성 이오에 있는 화산 수르트는 모두 수르트의 이름이 붙었다.
마블 코믹스의 《토르》 시리즈에는 수르트(Surtur)라는 캐릭터가 등장한다. 스웨덴의 데스메탈 밴드 아몬 아마스의 8집 음반 제목은 《Surtur Rising》이며, 콜롬비아의 파워메탈 밴드 Legends도 2013년 1집 음반 《De la tierra a la luz》에 "Surt"라는 트랙을 넣었다.

## 참고 자료
- Bellows, Henry Adams (Trans.) (2004). The Poetic Edda: The Mythological Poems. Courier Dover Publications. ISBN 0-486-43710-8
- Davidson, H. R. Ellis (1990). Gods and Myths of Northern Europe. Penguin Books. ISBN 0-14-013627-4
- Dronke, Ursula (Trans.) (1997). The Poetic Edda: Volume II: Mythological Poems. Oxford University Press. ISBN 0-19-811181-9
- Faulkes, Anthony (Trans.) (1995). Edda. Everyman. ISBN 0-460-87616-3
- Hollander, Lee M. (1962). 《The Poetic Edda》 2판. University of Texas Press. OCLC 620747.
- Larrington, Carolyne (Trans.) (1999). The Poetic Edda. Oxford World's Classics. ISBN 0-19-283946-2
- Lindow, John (2001). Norse Mythology: A Guide to the Gods, Heroes, Rituals, and Beliefs. Oxford University Press. ISBN 0-19-515382-0
- Mallory, Stephen L. (2007). Understanding Organized Crime. Jones & Bartlett Publishers. ISBN 0-7637-4108-6.
- Orchard, Andy (1997). Dictionary of Norse Myth and Legend. Cassell. ISBN 0-304-34520-2
- Phillpotts, Bertha (1905). "Surt" in Arkiv för Nordisk Filologi, volume 21, pp. 14 ff.
- Simek, Rudolf (2007). Dictionary of Northern Mythology. Translated by Angela Hall. D.S. Brewer. ISBN 0-85991-513-1